# Alien vs Predator (Jaguar)
Alien vs Predator (1994) är titeln på ett spel utvecklat av Rebellion Developments för Atari. Spelet är avsett att användas tillsammans med en Atari Jaguar. Spelet är av typen FPS och påminner mycket om Wolfenstein 3D i sitt upplägg. Detta spel är den första titeln släppt av Rebellion Developments och anses vara ett av de bättre som släppts till Atari Jaguar.